# Polyneoptera
Super-ordre
Les polynéoptères (Polyneoptera) forment un super-ordre d'insectes, sous-classe des ptérygotes, section des néoptères.
Ils sont caractérisés par :
- Des ailes repliées en arrière au repos.
- Des ailes toujours indépendantes pendant le vol.
- Un champ jugal très développé.
- Des pièces buccales de type broyeur.
- Des cerques à l'extrémité du corps.
- Habituellement de type paurométabole, à l'exception des plécoptères.

## Liste des sous-taxons
Selon ITIS (16 juillet 2018), dix ordres appartiennent à cette catégorie (sous-section des Néoptères) :
- Blattodea – blattes, termites
- Dermaptera De Geer, 1773 – forficules
- Embioptera
- Grylloblattodea
- Mantodea - mantes
- Mantophasmatodea Zompro, Klass, Kristensen & Adis, 2002
- Orthoptera – criquets, sauterelles, grillons
- Phasmida Leach, 1815 – phasmes
- Plecoptera – plécoptères (perles)
- Zoraptera Silvestri, 1913 - petits insectes de moins de 2 mm

Selon Paleobiology Database (16 juillet 2018) :
- Archaeorthoptera
- Blattopteroidea
- Dermaptera
- Dermapterida
- Dictyoptera
- Embioptera
- Holopandictyoptera
- Mystroptera
- Notoptera
- Orthopterida
- Orthopteroidea
- Paoliida
- Phasmatodea
- Plecopterida
- Polyorthoptera
- Polyplecoptera
- Protorthoptera
- Zoraptera